# Malmercat (llinatge)
Els Malmercat (segle xi-segle xiv) van ser una nissaga de la petita noblesa del Pallars Sobirà.
La primera documentació amb dates sobre els Malmercat és de finals del segle xi (1097) i fa referència a la propietat del castell de Cuberes, prop del Monestir de Gerri de la Sal, per part de Mir Arnau de Malmercat. Formaven part del seguici comtal juntament amb altre nissagues pallareses com la dels Vallferrera i els Montardit)
Arnau Pere de Malmercat, (1115-1158) fill de Pere Mir, signà el conveni que els monjos de Gerri feren amb Alegret de Claverol sobre el castell de Baén i figurà en el seguici comtal d'Artau III de Pallars. Forma part del tribunal comtal a Salàs al qual recorre l'abat de Gerri contra Alegret de Claverol. És present a la consagració de l'església de Santa Maria de Gerri i fa donació d'"unam, optimam terram in castro de Cuberas"
La primera data històrica sobre el castell de Malmercat i l'església del poble és de 1122. L'església és d'una sola nau (segurament originalment era la capella del castell) amb entrada lateral. Està ben conservada. Posteriorment s'hi va afegir un absis. D'acord amb una visita pastoral realitzada entre 1314 i 1315, el deganat de Montenartró agrupava unes 34 parròquies; una d'elles era la de Malmercat.
Arnau de Malmercat el 21 de gener de 1174 signa amb els seus germans com a testimonis, l'acta de protecció dels comtes Artal i Guillerma, del mercat de Verneda creat pels vescomtes de Vilamur Pere i Stranea. El mercat estaria situat sota el poble de Malmercat, en un lloc que avui encara s'anomena Saverneda i on es comercialitzava, entre altres productes, la sal de Gerri.

## La guerra entre els Malmercat i els Comtes de Pallars
El 16 d'agost de 1319 Hug de Mataplana, comte de Pallars i senyor de Cervelló, va requerir a Pericó de Malmercat, fill i hereu d'Arnau Pere de Malmercat, perquè comparegui davant seu i li presti homenatge pel feu de Llavorsí. Li retreia que s'havia aliat amb els de l'altra banda del Pirineu. 
Pere de Malmercat, pare de Pericó, hauria canviat de bàndol a favor del pretendent al comtat de Comenge, Arnau d'Espanya i hauria posat a disposició d'aquest a més del castell i el lloc de Llavorsí, els castells de Tavascan i Boldís (edificats segurament pel seu pare Arnau Pere de Malmercat) per tal de facilitar el control de la Vall de Cardós als Comenge-Cosserans, amb els quals s'emparentà
El 8 de setembre de 1346 es signà un Concòrdia entre Pere de Vilamur, Vescomte de Vilamur i Pere de Malmercat on, entre altres coses, Pere de Malmercat cedia el mixt imperi sobre Malmercat, pel que fa a penes de mort i mutilació de membres, al Vescomte Pere de Vilamur.  Els 1373 va significar el començament de la fi dels Malmercat. Un fill bord dels comtes de Pallars va comandar les tropes que atacaren i saquejaren el Castell.
Així doncs, el 1373, Arnau Roger, dit el Bord de Pallars, té la possessió del patrimoni dels Malmercat (Els castells de Malmercat, Boldís i Tavascan). Considerava que els castells li corresponien "cum suis plenis iuribus et pertinenciis racione fideicomissi"
De fet el que va passar és que el 1373 el castell de Malmercat va ser atacat, robats els béns mobles i ocupat per Roger, germà bord del comte Hug Roger II.
El 1374 té lloc una concòrdia entre el comte Hug Roger II i Arnau Roger, el Bord de Pallars, dit també Bord d'Escaló, sobre la compra (acte documentat en cèdula reial) que el comte li ha de fer dels castells i llocs de Boldís i Tavascan per valor de 40.000 sous. La compra es farà per compensar l'ocupació "pro occupacione facta" que el germà bord del comte, Roger de Pallars, havia fet prèviament del castell de Malmercat, per robatori dels seus béns mobles "aprehensione et asportacione quorundem bobnorum mobilium que dicuntur per dictum nobilem a dicto castro abstracta fuisse" i per les despeses que aquesta ocupació havia causat, valorades en 25.000 sous més.
El 1375 Sivil·la de Vilamur, vídua de Pere de Vilamur, recriminà Roger de Pallars per l'ocupació violenta ("manu armata")del castell de Malmercat i demanà que el tornés al batlle de la Vall de Vilamur, Pere.